# Tyondai Braxton
Tyondai Braxton (26 de octubre de 1978) es un compositor, cantante y guitarrista estadounidense, de rock de vanguardia, improvisación libre y jazz contemporáneo, conocido ampliamente por su presencia como miembro del grupo Battles, uno de los artistas más señalados del sello Warp Records.

## Historial
Crecido en Connecticut y California, Braxton es hijo de Anthony Braxton. Estudió composición en The Hartt School, en la Universidad de Hartford, West Hartford, con Robert Carl, Ingram Marshall y Ken Steen. Sus "loops orquestales" incluyen superposiciones en tiempo real de guitarra, voz y objetos diversos, diseñados para simular una orquesta.
Más recientemente, Braxton compuso una obra titulada Central Market, publicada por Warp Records en septiembre de 2009; las presentaciones en vivo del álbum mantenían la calidad de los loops orquestales. Braxton ha trabajado también en colaboración con artistas como Prefuse73 y Glenn Branca, y ha recibido encargos de Kronos Quartet y Bang on a Can, entre otros. En 2011, interpretó fragmentos de Central Market en Nueva York, Washington D.C y Minneapolis, con la Wordless Music Orchestra, con más de treinta músicos, y en Londres con la BBC Symphony Orchestra, integrado en el Reverberations Festival, de Steve Reich.

## Discografía
- 11.7.97 Live at the Wesleyan University Campus Center (1998), Newsonic – con Jonathan Zorn
- The Grow Gauge (1999), Loopchoir
- Death Slug 2000  (2000) – con Jonathan Matis[1]
- History That Has No Effect (2002), JMZ
- Rise, Rise, Rise (2003), Narnack – con Parts & Labor
- Central Market (2009), Warp